# Labarrus witboii
Labarrus witboii är en skalbaggsart som beskrevs av Rudolph Petrovitz 1961. Labarrus witboii ingår i släktet Labarrus och familjen Aphodiidae. Inga underarter finns listade i Catalogue of Life.